# Rosemary Climbs the Heights
Rosemary Climbs the Heights è un film muto del 1918 diretto da Lloyd Ingraham.

## Trama
Rosemary, che vive in campagna insieme agli anziani genitori, si diletta a scolpire bambole di legno ed è talmente brava che, quando un gruppo di artisti venuti a fare un picnic, vedono i suoi lavori, ne restano così impressionati che la convincono a trasferirsi nel quartiere bohémien di New York per sviluppare il suo talento. Con l'aiuto di Ricardo Fitzmaurice, un aspirante cantante lirico, e di Wanda Held, Rosemary diventa presto l'artista di maggior successo della colonia. La sua felicità non potrebbe essere più grande, ma senza saperlo incorre nella gelosia di madame Thamar Fedoreska, che non sopporta le attenzioni che Ricardo ha per la ragazza, tanto da minacciare di ucciderla. La donna, rientrata nella sua stanza con il revolver, rimane scioccata nel trovarvi il marito e il figlio che aveva abbandonato in Russia. Il marito, furioso contro di lei, le spara con la sua pistola e poi fugge via insieme al figlio. Nessuno li ha visti e dell'omicidio viene incolpata Rosemary. Poiché Ricardo si trova a Chicago per il debutto della sua opera, Rosemary è privata dell'unico suo alibi e la situazione, per lei, si fa sempre più grave. Le cose sembrano ormai senza speranza quando il ragazzo, il cui padre è morto, si fa avanti e confessa alla polizia cos'è effettivamente accaduto. Liberata dai sospetti, Rosemary affronta con Ricardo un futuro radioso.

## Produzione
Il film fu prodotto dalla American Film Company.

## Distribuzione
Il copyright del film, richiesto dalla American Film Co., fu registrato l'11 ottobre 1918 con il numero LP12966. Distribuito dalla Pathé Exchange, il film fu presentato a Brooklyn il 23 ottobre 1918; a San Francisco, il 1º dicembre, uscendo nelle sale statunitensi nel novembre 1918. In Francia, distribuito il 25 marzo 1921, prese il titolo Rose-Mary, la fée aux poupées.